# Marcus Thornton (basket-ball, 1987)
Pour les articles homonymes, voir Thornton.
Ne doit pas être confondu avec Marcus Thornton (basket-ball, 1993).
Marcus Terrell Thornton, (né le 5 juin 1987 à Bâton-Rouge, Louisiane) est un joueur professionnel américain de basket-ball.

## Carrière universitaire
Avant de devenir professionnel, il joue dans le championnat universitaire NCAA avec les Tigers de l'université d'État de Louisiane où il est élu joueur de l'année de la Southeastern Conference en 2009.

## Carrière professionnelle

### Hornets de La Nouvelle-Orléans (2009-2011)
Pour sa première saison en NBA, il présente des statistiques de 14,5 points, 2,3 rebonds et 1,0 passe décisive par match.
Le 23 février 2010, il marque 37 points lors d'un match face aux Cavaliers de Cleveland.

### Kings de Sacramento (2011-fév. 2014)
Le 23 février 2011, il est échangé contre Carl Landry et rejoint les Kings de Sacramento.

### Nets de Brooklyn (2014)
Le 19 février 2014, il est transféré aux Nets de Brooklyn contre Jason Terry et Reggie Evans. Le 26 février, il joue son premier match avec les Nets ; il marque 9 points en 27 minutes malgré la défaite des siens 124 à 80.

### Celtics de Boston (2014-fév. 2015)
Le 9 juillet 2014, il est transféré aux Celtics de Boston dans un échange à trois équipe avec les Cavaliers de Cleveland et les Nets de Brooklyn.

### Suns de Phoenix (fév.-juil. 2015)
Le 19 février 2015, Thornton est transféré, avec un premier tour de Draft 2016 de la NBA, aux Suns de Phoenix contre Isaiah Thomas.

### Rockets de Houston (2015-fév. 2016)
Le 12 juillet 2015, il signe aux Rockets de Houston pour un an et le salaire vétéran.
Le 26 février 2016 il est licencié de son contrat et devient agent libre.
En février 2017, Bojan Bogdanović et Chris McCullough sont envoyés aux Wizards de Washington dans un échange contre Thornton, Andrew Nicholson et un premier tour de la draft 2017.

## Records NBA
Les records personnels de Marcus Thornton, officiellement recensés par la NBA sont les suivants :
| Type de statistique        | Saison régulière | Saison régulière                             | Saison régulière              | Playoffs | Playoffs                                | Playoffs                 |
| Type de statistique        | Record           | Adversaire                                   | Date                          | Record   | Adversaire                              | Date                     |
| -------------------------- | ---------------- | -------------------------------------------- | ----------------------------- | -------- | --------------------------------------- | ------------------------ |
| Points                     | 42               | Warriors de Golden State Pacers de l'Indiana | 14 mars 2011 24 janvier 2014  | 17       | @ Raptors de Toronto                    | 4 mai 2014               |
| Paniers marqués            | 16               | Pacers de l'Indiana                          | 24 janvier 2014               | 5        | @ Heat de Miami                         | 6 mai 2014 8 mai 2014    |
| Paniers tentés             | 27               | Pacers de l'Indiana                          | 24 janvier 2014               | 10       | @ Heat de Miami                         | 8 mai 2014               |
| Paniers à 3 points réussis | 8                | @ Heat de Miami                              | 26 février 2013               | 4        | @ Raptors de Toronto                    | 4 mai 2014               |
| Paniers à 3 points tentés  | 15               | Pacers de l'Indiana                          | 24 janvier 2014               | 6        | @ Raptors de Toronto                    | 4 mai 2014               |
| Lancers francs réussis     | 12               | Warriors de Golden State                     | 14 mars 2011                  | 5        | @ Raptors de Toronto                    | 4 mai 2014               |
| Lancers francs tentés      | 14               | Warriors de Golden State                     | 14 mars 2011                  | 6        | @ Raptors de Toronto                    | 4 mai 2014               |
| Rebonds offensifs          | 6                | @ Pacers de l'Indiana                        | 20 décembre 2010              | 3        | @ Heat de Miami                         | 8 mai 2014               |
| Rebonds défensifs          | 10               | @ Suns de Phoenix                            | 30 janvier 2011               | 5        | @ Raptors de Toronto                    | 4 mai 2014               |
| Rebonds totaux             | 11               | @ Pacers de l'Indiana Suns de Phoenix        | 20 décembre 2010 29 mars 2011 | 6        | @ Raptors de Toronto                    | 4 mai 2014               |
| Passes décisives           | 9                | @ Timberwolves du Minnesota                  | 20 mars 2011                  | 1        | Raptors de Toronto                      | 2 mai 2014               |
| Interceptions              | 6                | Thunder d'Oklahoma City                      | 11 avril 2011                 | 1        | @ Raptors de Toronto Raptors de Toronto | 30 avril 2014 2 mai 2014 |
| Contres                    | 2                | 5 fois                                       |                               | 1        | Heat de Miami                           | 10 mai 2014              |
| Balles perdues             | 6                | Sixers de Philadelphie                       | 18 mars 2011                  | 2        | @ Heat de Miami                         | 6 mai 2014               |
| Minutes jouées             | 49               | @ Sixers de Philadelphie                     | 27 mars 2011                  | 21       | @ Heat de Miami                         | 6 mai 2014               |

- Double-double : 3 (au terme de la saison NBA 2014/2015)
- Triple-double : aucun.